# Pseudacris
A Pseudacris vagy álsáskabéka a kétéltűek (Amphibia) osztályába és a békák (Anura) rendjébe, a levelibéka-félék (Hylidae) családjába és az Acrisinae alcsaládba tartozó nem.

## Elterjedésük
A nembe tartozó fajok Észak-Amerikában honosak.

## Nevének eredete
A Pseudacris név a görög pseudes (hamis) és akris (sáska) nevekből alkották utalva a sáskákkal való hasonlóságra.

## Rendszerezés
A nembe az alábbi fajok tartoznak.
- Pseudacris brachyphona (Cope, 1889)
- Pseudacris brimleyi Brandt & Walker, 1933
- Pseudacris cadaverina (Cope, 1866)
- Pseudacris clarkii (Baird, 1854)
- Pseudacris crucifer (Wied-Neuwied, 1838)
- Felföldi álsáskabéka (Pseudacris feriarum) (Baird, 1854)
- Pseudacris fouquettei Lemmon, Lemmon, Collins & Cannatella, 2008
- Pseudacris hypochondriaca (Hallowell, 1854)
- Pseudacris illinoensis Smith, 1951
- Pseudacris kalmi Harper, 1955
- Pseudacris maculata (Agassiz, 1850)
- Pseudacris nigrita (LeConte, 1825)
- Pseudacris ocularis (Holbrook, 1838)
- Pseudacris ornata (Holbrook, 1836)
- Pseudacris regilla (Baird and Girard, 1852)
- Pseudacris sierra (Jameson, Mackey & Richmond, 1966)
- Pseudacris streckeri Wright and Wright, 1933
- Nyugati álsáskabéka (Pseudacris triseriata) (Wied-Neuwied, 1838)

## Képek

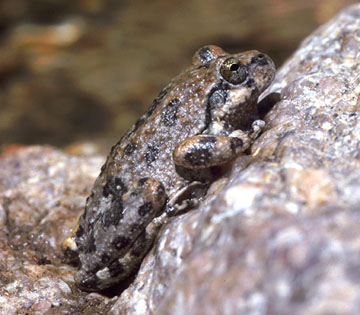
Pseudacris cadaverina
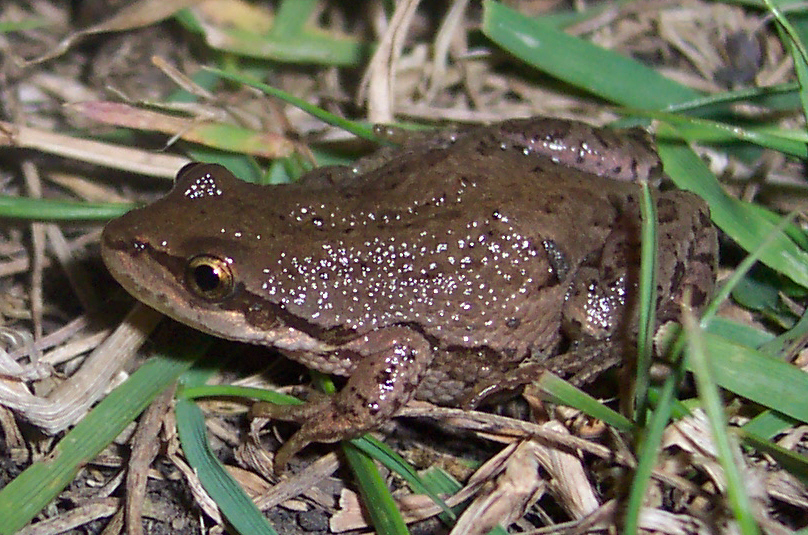
Pseudacris maculata
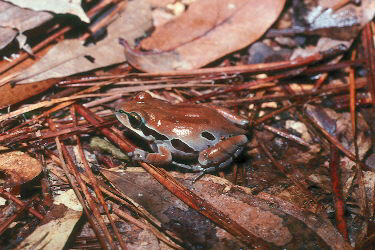
Pseudacris ornata
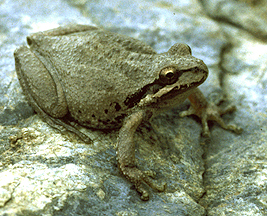
Pseudacris regilla
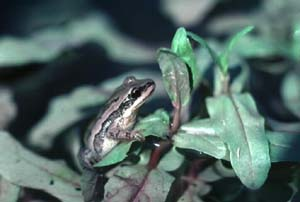
Nyugati álsáskabéka (Pseudacris triseriata)